# Jalkapallon suomenmestaruuskilpailut 1910
Třetí ročník Jalkapallon suomenmestaruuskilpailut 1910 (Finského fotbalového mistrovství) se konal od 18. září do 10. října 1910.
Turnaje se zúčastnilo již nově šest klubů. Vítězem turnaje se stal z města Turku Åbo IFK, který porazil ve finále Viipurin Reipas 4:2 a získal tak první titul.